# Мечислав Клімашевський

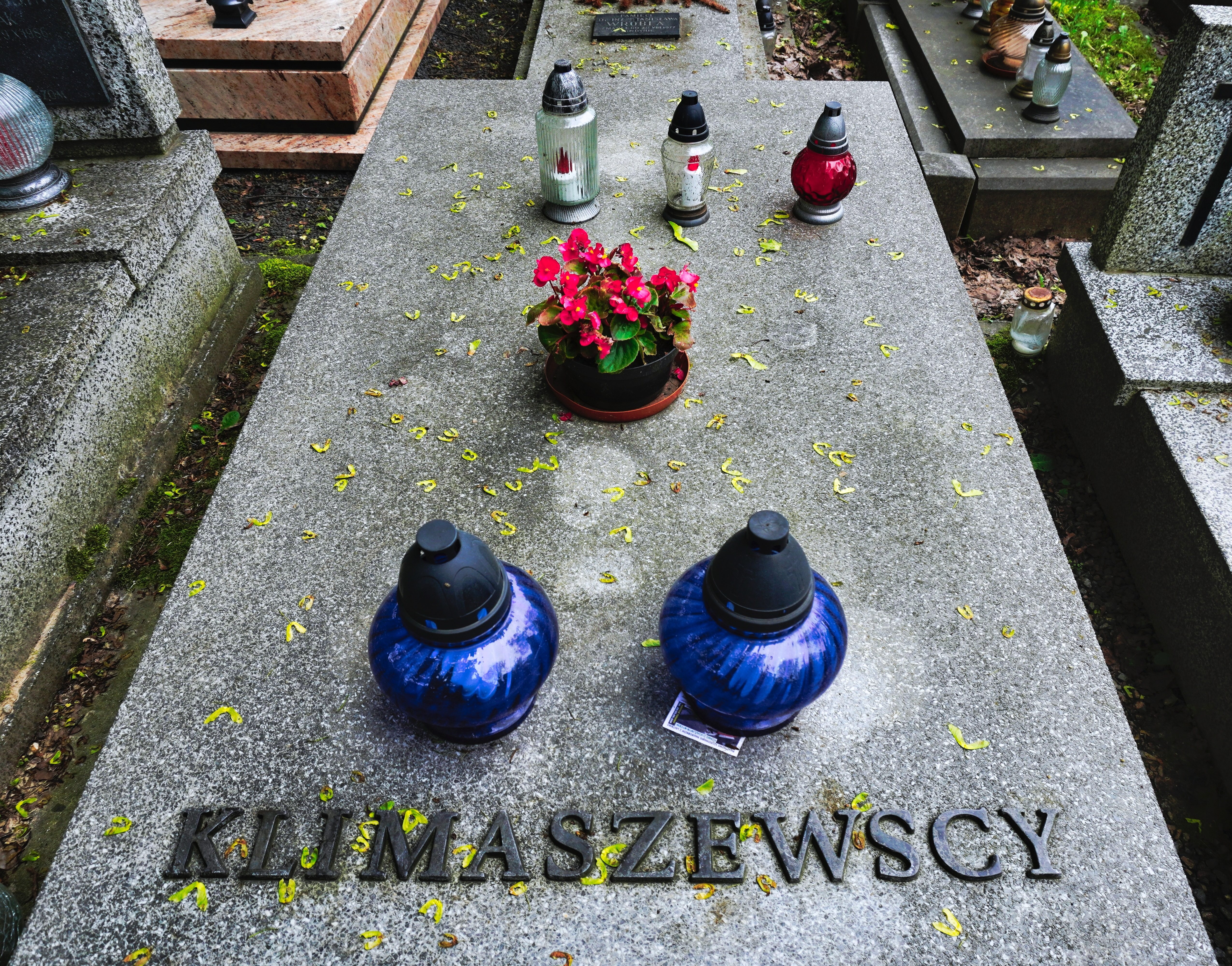
Могила сім'ї Клімашевських на Раковицькому цвинтарі в Кракові

Мечи́сла́в Ма́р'ян Клімаше́вський (пол. Mieczysław Marian Klimaszewski, 26 липня 1908, Станиславів, Австро-Угорщина — 27 листопада 1995, Краків, Польща) — польський географ і геоморфолог, ректор Ягеллонського університету. Голова Краківського комітету Фронту єдності народу ПНР. Депутат Сейму ПНР 4-5 каденції; у 1965—1972 роках — учасник і заступник голови Державної ради ПНР.

## Життєпис
Народився в сім'ї інтелігента, 1931 р. закінчив Ягеллонський університет, 1933 р. здобув докторат, 1945 р. був габілітований, 1946 р. здобув звання доцента, 1957 р. – звання професора. У 1960 році став членом-кореспондентом Польської академії наук, а в 1971 році — дійсним членом. Від 1990 р. активний член Польської академії знань; також був членом Польського геологічного товариства.
У 1928—1939 і 1945 рр. — науковий співробітник Ягеллонського університету, з 1949 р. — професор цього університету; водночас Клімашевський працював професором Вроцлавського університету. У 1952—1978 роках був директором Інституту географії Ягеллонського університету, а в 1953—1968 роках — директором Інституту географії Польської академії наук. У 1964—1972 роках був ректором Ягеллонського університету.
Редактор наукових журналів «Prace Instytutu Geograficznego Uniwersytetu Jagiellońskiego» (Праці Географічного інституту Ягеллонського Університету) (1960—1978) та «Folia Geographica» (1968—1981). Крім польських академій, Клімашевський також належав до закордонних, зокрема до Німецької академії натуралістів «Леопольдина» (з 1961), Саксонської академії (з 1966), Фінської академії (з 1970), Югославської академії (з 1974) та Шведської Королівської академії наук (з 1981).
Званням почесного члена його нагородили й інші географічні товариства (серед них: польські, нідерляндські, бельгійські та радянські).
У 1965—1972 роках позапартійний депутат Сейму ПНР 4-5 каденції; у червні 1965 року обраний членом Державної ради ПНР, а в грудні того ж року — заступником голови Державної ради ПНР (перебував на посаді до березня 1972 року). У 1967—1972 роках голова ради Товариства зв'язку з польською діаспорою за кордоном «Polonia».
У червні 1968 року став членом Почесного комітету вшанування 500-річчя дня народження Миколи Коперника. Як заступник голови Державної ради Клімашевський представляв ПНР на похоронах колишнього президента США Дуайта Ейзенхауера в 1969 році та на вшануванні 2500-річчя Перської імперії в 1971 році.
Похований у Кракові на Раковицькому цвинтарі.

## Нагороди та звання
Клімашевський здобув декілька почесних докторських ступенів «honoris causa», зокрема: від університетів в Єні, Києві та Братиславі, від Alliance College, Університету Святого Андрія Первозваного, Упсальського університету та Сілезькиого університету.
- «Krzyż Wielki Orderu Odrodzenia Polski» (Великий хрест ордена Відродження Польщі) (1989)
- «Krzyż Komandorski z Gwiazdą Orderu Odrodzenia Polski» (Командорський хрест із зіркою Ордена Відродження Польщі)
- «Krzyż Oficerski Orderu Odrodzenia Polski» (Офіцерський хрест ордена Відродження Польщі)
- «Order Sztandaru Pracy I klasy» (Орден Трудового Прапора I ступеня) (двічі)
- «Medal 10-lecia Polski Ludowej» (Медаль 10-річчя Народної Польщі) (1955)
- «Medal 30-lecia Polski Ludowej» (Медаль 30-річчя Народної Польщі)
- «Medal 40-lecia Polski Ludowej» (Медаль 40-річчя Народної Польщі)
- «Medal Komisji Edukacji Narodowej» (Медаль Комісії народної освіти)
- «Odznaka 1000-lecia Państwa Polskiego» (Відзнака 1000-ліття Польської Держави) (1966)
- звання «Zasłużony Nauczyciel PRL» (Заслужений учитель ПНР)
- «Medal im. Mikołaja Kopernika PAN» (Медаль ім. Миколи Коперника Польської академії наук)
- "Grand officier de l'Ordre du Mérite "(Великий офіцер ордена «За заслуги») (Франція, 1967)
- «Alexander-von-Humboldt-Medaille» (Медаль Александра фон Гумбольдта)
- «Karl-Sapper-preis» (Премія імені Карла Сапера)
- «Patron Medal of Royal Geographical Society» (Меценацька Медаль Королівського географічного товариства)

## Публікації
Опублікував приблизно 230 праць, зокрема:
- «Polskie Karpaty Zachodnie w okresie dyluwialnym» (Польські Західні Карпати в дилювіяльний період) (1948),
- «Studia geomorfologiczne w zachodniej części Spitsbergenu» (Геоморфологічні дослідження в західній частині Шпіцберґена) (1960),
- «Geomorfologia ogólna» (Загальна геоморфологія) (1961),
- «Geomorfologia Polski, Polska Południowa» (Геоморфологія Польщі, Південна Польща) (1972),
- «Geomorfologia» (Геоморфологія) (1978),
- «Rzeźba Tatr Polskich» (Рельєф Польських Татр) (1988),
- «Dzieje geomorfologii w czterdziestoleciu PRL» (Дієпис геоморфології за сорокаріччя Польської Народної Республіки) (1988).